# Johnston, South Carolina
Johnston är en ort i Edgefield County, South Carolina, USA.